# Sylvia Agnes Sophia Tait
Sylvia Agnes Sophia Tait (Tiumén, Rússia, 8 de gener de 1917 – Dorset, Anglaterra, 28 de febrer de 2003) (nascuda Wardropper, coneguda com a Sylvia Simpson de 1941 a 1956) era una bioquímica anglesa i endocrinòloga. Va treballar amb el seu segon marit, James Francis Tait, de 1948 fins a la seva mort al 2003, en una col·laboració científica molt reeixida. Junts van descobrir i identificar l'hormona aldosterona, l'última d'una sèrie d'hormones esteroides biològicament potents que es van aïllar i identificar entre la dècada de 1920 i la de 1950, després dels andrògens, els estrògens i les hormones glucocorticoides. L'aldosterona forma part del mecanisme que regula la pressió arterial i provoca la conservació del sodi, la secreció de potassi, l'augment de la retenció d'aigua i l'augment de la pressió arterial. Es creu que és responsable del 15% dels casos de pressió arterial alta. La seva descoberta i estudi va permetre el disseny de fàrmacs per controlar la pressió arterial.

## Primers anys
Tait va néixer a Tiumén, Sibèria, filla de l'agrònom i comerciant escocès James Wardropper i la matemàtica russa Ludmilla Wardropper, que, inusualment, havia obtingut una llicenciatura en matemàtiques a la Universitat de Moscou en l'època de l'Imperi Rus.
El 1920 va tornar amb la seva família al Regne Unit i visqué a Ealing, on el seu pare es va convertir en enginyer civil. Va estudiar a l'Ealing County School for Girls, especialitzada en idiomes. Parlava rus amb fluïdesa i va millorar el seu alemany passant temps amb familiars a Alemanya abans de la Segona Guerra Mundial. Va patir una lesió al genoll jugant a netball a l'escola, i més tard es va sotmetre a tres substitucions de genoll.
Va continuar els seus estudis d'idiomes al King's College de Londres, però després es va traslladar al University College i es va graduar en Zoologia el 1939. L'any següent es va casar amb Anthony Simpson, un company de la universitat estudiant de zoologia i pilot de la RAF Coastal Command, que va morir en combat a Noruega l'octubre de 1941.

## Carrera acadèmica
Va començar a fer servir el seu nom de casada, Simpson, i es va unir a l'equip del professor J. Z. Young a Oxford el 1941, fent investigacions científiques sobre la regeneració nerviosa. El 1944, es va traslladar a l'Institut Courtauld de Bioquímica de la Middlesex Hospital Medical School de Londres, treballant en analgèsics sintètics per substituir els opiacis, en un equip que incloïa Peter Claringbould Williams, Edward Charles Dodds i Wilfrid Lawson. També va treballar en estrògens amb Williams i A. E. Wilder-Smith, adquirint experiència en bioassaigs. Va començar a treballar amb esteroides suprarenals amb James Francis Tait el 1948, basant-se en el treball de Ralph Dorfman. Van desenvolupar tècniques per detectar esteroides suprarenals en cromatogrames de paper aplicant-hi llum ultraviolada. Van formar part d'una col·laboració internacional, que va descobrir un compost biològicament actiu abans desconegut, que anomenaren electrocortina. Aviat es va fer evident que es tractava d'una nova hormona, secretada per la glàndula suprarenal dels mamífers, més tard rebatejada com a aldosterona, després de determinar-ne l'estructura. Entre els seus col·laboradors hi havia l'eminent químic suís Tadeusz Reichstein, que va ser un dels guardonats amb el Premi Nobel de Fisiologia o Medicina l'any 1950 per un treball similar sobre el cortisol. El descobriment es va publicar a Nature en l'article "Aïllament d'un mineralocorticoide molt actiu a partir d'extracte suprarenal de vedella", el 1952.
Es va casar per segona vegada amb James Tait, el setembre de 1956, i va adoptar el nou cognom de casada, Tait, amb finalitats professionals, causant amb això certa confusió. Ella i el seu segon marit van esdevenir Membres de la Royal Society el 1959.
Els Tait van continuar fent recerca científica junts i es van traslladar a la Worcester Foundation for Experimental Biology a Shrewsbury, Massachusetts, el 1958, treballant amb Gregory Pincus. Van passar un temps al Departament de Fisiologia de la Universitat de Melbourne, a Austràlia, cap a l'any 1960 i a l'Institut Howard Florey. Van tornar a la Middlesex Hospital Medical School el 1970, on James Tait es va convertir en professor de Física aplicada a la Medicina i van ser codirectors de la Unitat d'Endocrinologia Biofísica. Van treballar en cèl·lules de la zona glomerulosa suprarenal.

## Últims anys
Els Tait es van retirar el 1982 i es van traslladar a East Boldre, al New Forest, però van continuar la investigació científica utilitzant simulacions sobre l'ús de dos ordinadors Apple IIe en paral·lel.
Tait va patir úlceres a les cames en els seus últims anys i després va desenvolupar una malaltia cardíaca. Va morir d'insuficiència renal i cardíaca a l'Hospital de Lymington a Hampshire, menys de dos mesos abans d'una reunió a Londres l'abril de 2003 per celebrar el 50è aniversari del descobriment i la identificació de l'aldosterona.
Quan va morir, era la membre sènior de la Royal Society vivint a Gran Bretanya. També va ser membre de la British Society for Endocrinology, l'American Endocrine Society i l'American Association for the Advancement of Science.Tait va guanyar molts premis, entres els quals el Tadeus Reichstein de la International Endocrine Society, la Medalla Memorial Gregory Pincus (1977), la Medalla Sir Henry Dale de la Society for Endocrinology, el Premi Ciba per a la Investigació de la Hipertensió de l'American Heart Association (1977).